# تود سولوندز
تود سولوندز (بالإنجليزية: Todd Solondz)‏ هو منتج أفلام وصانع أفلام وكاتب سيناريو ومخرج وممثل أمريكي، ولد في 15 أكتوبر 1959 في الولايات المتحدة.

## أعمال

### أفلام
- (1997) أفضل ما يمكن حصوله
- (1998) السعادة[7]
- (2009) الحياة في زمن الحرب

## ترشيحات
- جائزة الروح المستقلة لأفضل مخرج (1997)
- جائزة الروح المستقلة لأفضل مخرج (1999)
- جائزة الروح المستقلة لأفضل مخرج، عن عمل: السعادة (1997)
- جائزة الروح المستقلة لأفضل مخرج، عن عمل: السعادة (1999)
- جائزة غولدن غلوب لأفضل سيناريو، عن عمل: السعادة (1998)
- جائزة الروح المستقلة لأفضل سيناريو [الإنجليزية]‏، عن عمل: الحياة في زمن الحرب (2011)

## وصلات خارجية
- تود سولوندز على موقع IMDb (الإنجليزية)
- تود سولوندز على موقع مونزينجر (الألمانية)
- تود سولوندز على موقع ألو سيني (الفرنسية)
- تود سولوندز على موقع أول موفي (الإنجليزية)
- تود سولوندز على موقع بوكس أوفيس موجو (الإنجليزية)
- تود سولوندز على موقع قاعدة بيانات الأفلام السويدية (السويدية)
- تود سولوندز على موقع إن إن دي بي (الإنجليزية)
- تود سولوندز على موقع قاعدة بيانات الفيلم (الإنجليزية)
- تود سولوندز على موقع كينوبويسك (الروسية)